# Jim Poole
James Richard "Jim" Poole (nació el 20 de febrero de 1932) fue un jugador de bádminton estadounidense quién ganó varios campeonatos nacionales e internacionales entre 1958 y 1979, además de haber sido un árbitro de fútbol americano profesional de la National Football League (NFL).

## Carrera
A pesar de haber empezado a jugar el bádminton a una edad bastante mayor que la mayoría de los jugadores de bádminton de clase mundial, Jim Poole logró alcanzar un extraordinario nivel y realizar una larga carrera en el bádminton jugando a un alto nivel competitivo. 
Considerado uno de los mejores singlistas norteamericanos de los 1960s y logrando llegar a las finales del Abierto de los EE. UU. y del Abierto de Irlanda en 1968, a los 36 años de edad, probablemente alcanzó su mejor nivel por esas fechas, jugando por 11 años de pareja del también zurdo Don Paup.
Entre su primer título del Abierto de los EE. UU. y el último existe un lapso de 21 años, mismo que ningún otro jugador ha podido igualar.
Recordado por su precisión, consistencia y astucia, Jim Poole fue el primero de solamente 4 jugadores no asiáticos que han logrado ganar algún título en el Abierto de Malasia (la categoría de singles en 1961).
Jim Poole fue miembro siete veces del equipo de los EE. UU. que compitió en la Thomas Cup entre 1958 y 1976, habiendo ganado el 70% de sus partidos. 
En 1970 fue elegido para el Salón de la Fama del bádminton en los EE. UU., ahora llamado el Paseo de Fama.
Un deportista muy completo, Jim Poole jugó baloncesto y béisbol en la Universidad Estatal de San Diego, además de haber sido integrante del equipo norteamericano de baloncesto que ganó los Juegos Panamericanos en 1955. De 1975 a 1995 fue juez oficial de la National Football League (NFL), portando el número 92 y habiendo refereado en dos Super Bowls como juez de línea.

## Mayores logros en bádminton
| Torneo                                                                   | Categoría y año                                                           |
| ------------------------------------------------------------------------ | ------------------------------------------------------------------------- |
| Campeonato Nacional Abierto de Bádminton de los Estados Unidos / US Open | Singles varones (1958, 1961), Dobles varones (1968, 1973) y Mixtos (1971) |
| Campeonato Nacional de Bádminton de los Estados Unidos / All-American    | Dobles varones (1970, 1971, 1972, 1974, 1975, 1977, 1979) y Mixtos (1970) |
| Campeonatos Nacionales Abiertos del Canadá                               | Dobles varones (1962, 1965)                                               |
| Abierto de Malasia                                                       | Singles varones (1961)                                                    |